# Dypsis lanuginosa
Dypsis lanuginosa – gatunek palmy z rzędu arekowców (Arecales). Występuje endemicznie na Madagaskarze, w prowincji Toamasina. Znane jest tylko jedno jego naturalne stanowisko.
Rośnie w bioklimacie wilgotnym. Występuje na wysokości do 500 m n.p.m.